# Fimbristylis merguensis
Fimbristylis merguensis är en halvgräsart som beskrevs av Charles Baron Clarke. Fimbristylis merguensis ingår i släktet Fimbristylis och familjen halvgräs. Inga underarter finns listade i Catalogue of Life.